# Bellanca YO-50
Bellanca YO-50 là một mẫu thử máy bay thám sát của Hoa Kỳ, được chế tạo cho Lục quân Hoa Kỳ năm 1940.

## Tính năng kỹ chiến thuật
Dữ liệu lấy từ Plane Facts: Bellanca's "Storch"
Đặc tính tổng quát
- Kíp lái: 2
- Chiều dài: 35 ft 2 in (10,72 m)
- Sải cánh: 55 ft 6 in (16,92 m)
- Trọng lượng có tải: 3.887 lb (1.763 kg)
- Động cơ: 1 × Ranger V-770-1 , 420 hp (310 kW)

Hiệu suất bay
- Vận tốc cực đại: 126 mph (203 km/h; 109 kn)
- Vận tốc hành trình: 105 mph (91 kn; 169 km/h)